# Gabriel Soares (Politiker)

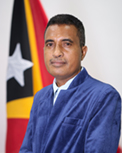
Gabriel Soares

Gabriel Soares (* 5. September 1971 in Laleia, Manatuto, Portugiesisch-Timor) ist ein osttimoresischer Politiker. Er ist Mitglied der Partei Congresso Nacional da Reconstrução Timorense (CNRT).

## Werdegang
Soares hat einen Abschluss für das Lehramt.
Auf Listenplatz 31 des CNRT scheiterte Soares bei den Parlamentswahlen in Osttimor 2017, da die Partei nur 22 Sitze gewann.
Nach der vorzeitigen Auflösung des Parlaments 2018 trat Soares bei den Neuwahlen am 12. Mai auf Listenplatz 22 der Aliança para Mudança e Progresso (AMP) an, zu der auch der CNRT gehört, und zog in das Parlament ein. Dort wurde er Sekretär der parlamentarischen Kommission für Bildung, Jugend, Kultur und Bürgerrechte (Kommission G). mit ihrer Umstrukturierung am 16. Juni 2020 aber zum einfachen Mitglied der Kommission G zurückgestuft.
Bei den Parlamentswahlen 2023 erhielt Soares Platz 19 auf der Liste des CNRT und erneut einen Sitz im Nationalparlament. Hier wurde er nun Vizepräsident der Kommission für Bildung, Jugend, Kultur und Bürgerrechte (Kommission G).